# New Incentives
New Incentives (« Nouvelles Incitations ») est une ONG qui opère au Nigéria et gère un programme d'aide financière soumise à condition. Elle vise à accroître la vaccination infantile par le biais de transferts monétaires, en sensibilisant le public et en réduisant la fréquence des ruptures de stock de vaccins.
Au Nigéria, New Incentives est connue comme l'initiative All Babies Are Equal (ABAE), car le nom New Incentives n'a pas été accepté pour l'enregistrement. L'organisation est parfois appelée NI-ABAE. En 2024, New Incentives est l'un des quatre principaux organismes de bienfaisance recommandés par GiveWell.

## Histoire
New Incentives a été fondée en 2011 par Patrick Stadler, Pratyush Agarwal et Svetha Janumpalli. La prévention du SIDA était initialement au cœur de leur stratégie. Les femmes pourraient recevoir des transferts d’argent dès l’enregistrement de leur grossesse, le test du SIDA et l’accouchement à l’hôpital. D'autres grossesses à risque ont été incluses ultérieurement, telles que l'anémie, l'hépatite et la tuberculose.
New Incentives se concentre sur l'immunisation des enfants de moins de cinq ans.

## Opérations
Le programme de transferts monétaires conditionnels de New Incentives est mis en œuvre dans le nord-ouest du Nigéria, dans les États de Jigawa, Katsina et Zamfara. Cette région a l’une des couvertures vaccinales les plus faibles au monde, moins de 25 % des nourrissons y étant vaccinés en 2018.
En 2022, le Nigéria avait un taux de mortalité des moins de cinq ans estimé à 107 pour 1 000 naissances vivantes, l’un des plus élevés au monde. Parmi ces enfants, environ 40 % sont morts de maladies évitables par la vaccination, comme la pneumonie, la diarrhée et la rougeole[réf. nécessaire].
Le taux de mortalité des enfants de moins de cinq ans diffère d'un État à l'autre, Kebbi ayant le plus élevé (252 décès pour 1 000), Ogun ayant le plus bas (30 décès pour 1 000) et la région du Nord-Ouest ayant le taux régional le plus élevé avec 187 décès pour 1 000 selon l'enquête démographique et de santé du Nigéria de 2018.
Les transferts monétaires des Nouvelles Incitations sont conditionnés à la vaccination des nourrissons avec le vaccin BCG, le vaccin pentavalent, le vaccin conjugué contre le pneumocoque et le vaccin contre le méningocoque, qui les immunisent contre la tuberculose, la rougeole, la pneumonie et l'hépatite B, entre autres.
D’autres activités comprennent l’amélioration de la chaîne d’approvisionnement des vaccins, ainsi que des campagnes d’information sur les vaccins.

## Efficacité
En 2024, l'organisme d'évaluation GiveWell a classé New Incentives parmi ses quatre meilleurs organismes de bienfaisance. Il estime que le coût par vie sauvée se situe probablement entre 1000 et 5000 dollars. Cette évaluation s’appuie notamment sur un essai contrôlé randomisé mené par IDinsight. L'augmentation de la proportion d'enfants vaccinés a été estimée entre 11 et 22 pourcents dans les zones où New Incentives est actif,.